# Wangenheimova
Wangenheimova (Prunus domestica 'Wangenheimova') je ovocný strom, kultivar druhu slivoň z čeledi růžovitých. Plody středně velké, s tmavomodrou slupkou, ojíněné, v případě teplého dlouhého podzimu i aromatické, vhodné pro konzum i na zpracování. V chladných letech pouze na zkvašení. Je samosprašná, zraje v září. Zřídka trpí šarkou, ale má horší kvalitu plodů než Domácí švestka, za vlhkého počasí je bez chuti. Vhodná pro vyšší polohy, kde jiné švestky trpí, v teplých oblastech ji většina odrůd překonává.

## Původ
Náhodný semenáč z Německa, nalezena 1937 v Brieheimu u Gothy.

## Vlastnosti
Růst bujný. Plodnost je vysoká a pravidelná, brzy po výsadbě. Hamanova švestka je samosprašná odrůda. Zraje začátkem září. Je používána jako podnož.

## Plod
Plod je oválně vejčitý, střední. Slupka modrá, ojíněná. Dužnina je zelenožlutá, pevná, málo aromatická, z teplých poloh dobrá, z chladnějších poloh a vysoké úrodě jen průměrná, jde dobře od pecky.

## Choroby a škůdci
Je uváděna vyšší odolnost proti nízkým teplotám. Tolerance k šarce střední, ale bývá zřídka napadána. Lepší než Domácí švestka. 
Chuť je sladce navinulá.